# Ферротитан
Ферротитан — ферросплав, содержащий от 20% или 45% до 75 % Ti, 1-7 % Al, 1-4,5 % Si, до 3 % Cu, иногда небольшое количество углерода (также 10-20 % Fe и примеси).

## Получение
Получают внепечным алюминотермическим способом из ильменитового концентрата и титановых отходов (низкопроцентный ферротитан) или сплавлением в электрической печи железных и титановых отходов (высокопроцентный ферротитан).

## Применение
Используется в сталеплавильном производстве в качестве очищающего средства для железа и стали. Ферротитан обладает высокой реакционной способностью в отношении серы, углерода, кислорода и азота, образуя нерастворимые соединения и изолируя их в шлаке, поэтому его применяют для раскисления и легирования стали, а иногда и для обессеривания и денитрификации. При выплавке стали добавка титана дает металл с более мелкой структурой зерна.
Порошок ферротитана может также использоваться в качестве топлива в некоторых пиротехнических композициях.